# 오쿠보 다쿠오
오쿠보 다쿠오(일본어: 大久保 択生, 1989년 9월 18일 ~ )는 일본의 축구 선수이다. 현재 J2리그의 시미즈 에스펄스에서 뛰고 있다.

## 구단 경력
그는 2008년부터 J리그의 요코하마 FC, 제프 유나이티드 지바, V-파렌 나가사키, FC 도쿄, 사간 도스, 시미즈 에스펄스에서 뛰었다.